# إيبوق
إيبوق هي بلدة في مقاطعة آلتين ساي في ولاية صرخنداريا في أوزبكستان.